# Koralionastes violaceus
Koralionastes violaceus är en svampart som beskrevs av Kohlm. & Volkm.-Kohlm. 1990. Koralionastes violaceus ingår i släktet Koralionastes och familjen Koralionastetaceae.   Inga underarter finns listade i Catalogue of Life.